# Iglesia de Santa María de la Mesa (Zahara de la Sierra)
La iglesia de Santa María de la Mesa, también Santa María de la Meza (Carrasco Terriza 1992, 463) es un templo de la localidad de Zahara de la Sierra, provincia de Cádiz, España, que constituye una destacada muestra de la arquitectura religiosa andaluza de la segunda mitad del siglo XVIII, marcada por la plenitud del barroco y la llegada de los primeros matices del estilo Neoclásico.

## Arquitectura

### El exterior
La contemplación del exterior de la iglesia de Santa María de la Mesa de Zahara constituye una destacada muestra de la arquitectura religiosa andaluza de la segunda mitad del siglo XVIII, marcada por la plenitud del barroco, con excesiva y recargada ornamentación, y la llegada de los primeros matices del estilo Neoclásico, que se evidencia por su sobriedad y desnudo juego de volúmenes a distinta altura manifiesta que se está ante un templo de planta de cruz latina con una nave central más ancha y elevada que sus dos compañeras, al estilo de las antiguas basílicas, más en crucero. Éste se cubre con una llamativa media naranja, cubierta con tejas, cuyas aristas, marcadas por medio de líneas de cerámica vidriada, se unen en un pináculo central sobre la clave de la cubierta.
Llama la atención, a primera vista, la clara desnudez de las paredes laterales del templo en contraste con la riqueza ornamental y dinamismo de líneas de las portadas, tanto principal como lateral.
La torre campanario, situada a los pies de la nave derecha se divide en dos partes el fuste (“caña”) y el cuerpo de campanas, siguiendo un modelo muy extendido por el arzobispado de Sevilla en el siglo XVIII.

### El interior del templo

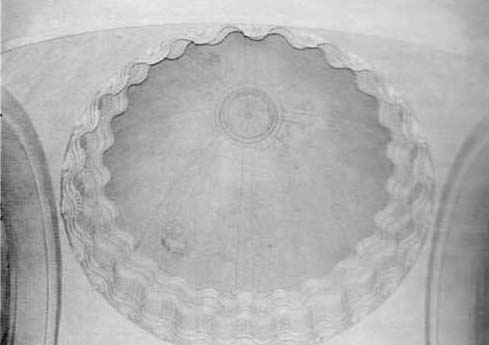
La cúpula

En planta el templo responde al modelo de cruz latina inserta en un rectángulo. Desde los pies de la iglesia se observa cómo el templo se divide en tres naves perpendiculares al espectador. 
Perpendicular se sitúa el crucero, si se avanza por la nave central y se sitúa bajo la cúpula o media naranja se está en el centro de la Iglesia y del crucero, el brazo de la cruz que forma la planta del templo. Si se eleva la vista se observa como la cubierta central del crucero consiste en una bóveda semiesférica o media naranja, que se divide en ocho cascos por medio de una serie de fajas que convergen en un círculo central adornado por un florón.
Sin moverse de la parte central del crucero, se observa al frente la cabecera del templo compuesta por la capilla mayor y dos colaterales. En la primera se halla el retablo mayor de la Iglesia.

## Retablo y esculturas

### Retablo Mayor

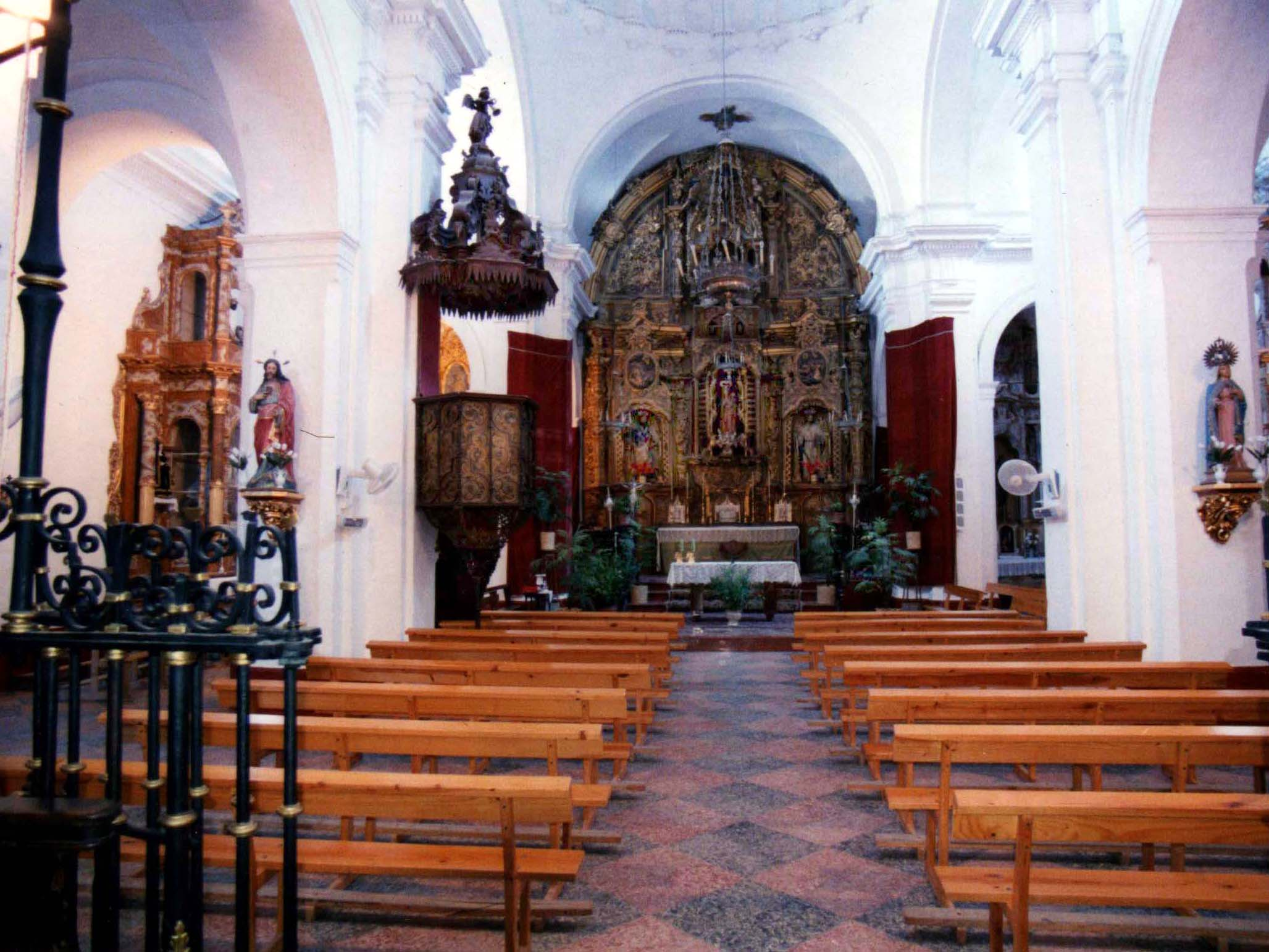
Retablo Mayor.

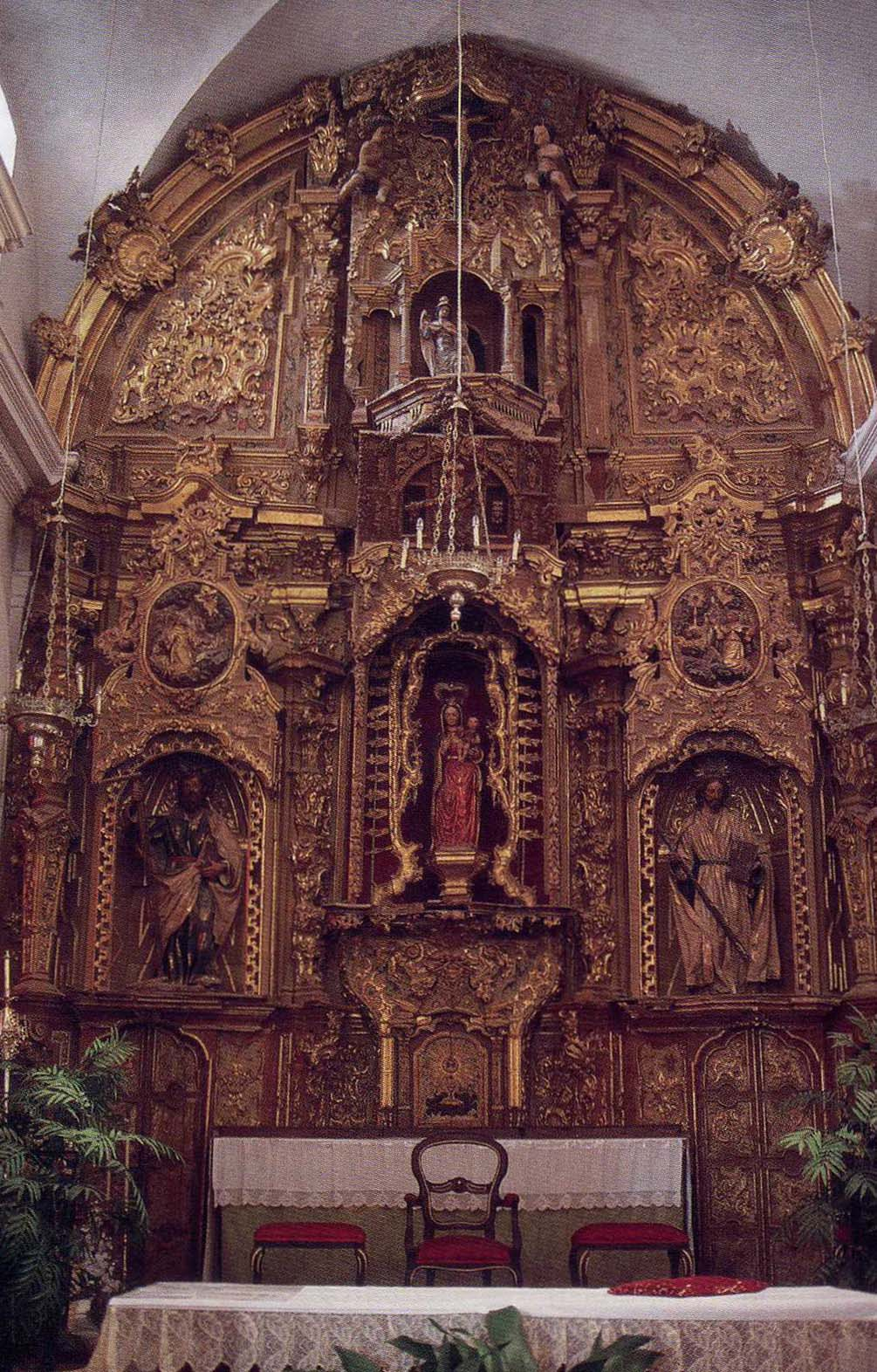
El Retablo.

Se trata sin duda de la pieza estrella de su patrimonio, gran máquina de madera tallada, cuajada de ornamentos y resplandecientes dorados, que atrae, cual poderoso imán, la mirada del espectador, y acaba perdiéndose ante tanta acumulación de elementos.
Este despliegue, según la mentalidad barroca, busca atraer al fiel hacia su Divinidad, mediante el reclamo de los sentidos. Imantado por esta explosión queda predispuesto a percibir el mensaje de salvación que se le ofrece por medio de la imaginería repartida por el Retablo.
En definitiva, el rococó ha llegado aquí al paroxismo ornamental, desdibujando las líneas tectónicas, que se disuelven en este mare mángun decorativo, donde las superficies crepitan nerviosamente, sin que la vista encuentre reposo en ningún lugar.
Tan significativo conjunto puede fecharse en el último tercio del siglo XVIII, hallándose su anónimo autor estrechamente relacionado con la producción de Cayetano de Acosta, que en la iglesia sevillana del Salvador consiguió el triunfo del Rococó en el mundo de la retablística sevillana.
Las noticias documentales hablan de que su compra, dorado y colocación en el altar mayor se llevó a cabo entre 1779 y 1781. Pedro de Cuenca gestionó su compra a los Padres Dominicos de Cádiz, y su dorado se financió de los quinientos ducados que dejó don Juan Pineda Tardío, cura difunto de la parroquial de Zahara. Este trabajo lo ejecutó el maestro dorador Anselmo de Fuentes.
Pasando ya al análisis iconográfico del retablo, hay que comenzar refiriéndose a la excepcional escultura de la Titular, Santa María de la Mesa. La virgen, de pie, porta al Niño sobre el brazo izquierdo, mientras que en su mano derecha muestra una fruta o una flor. En lo que a su estilo se refiere, la imagen constituye una interesante muestra de la transición entre el Gótico de última hora y las primeras manifestaciones renacentistas. La ligera incurvación que adopta la figura y el tratamiento de las vestiduras, cuyos pliegues se resisten a desprenderse de la rigidez de los paños en zigzag tan típicos del gótico, sobre todo de la fase hispano-flamenca del estilo, como la esbeltez del cuello y el tipo de rostro ovalado de María que hablan de un gótico de última hora. En cambio, en la figura del Niño se avanza por la senda de los postulados renacentistas, con el delicado estudio de la anatomía infantil que consigue el artista.
Sin noticias documentales sobre su autoría, los rasgos estilísticos expuestos invitan a los especialistas a fecharla en el primer cuarto del siglo XVI.
Las calles laterales están ocupadas por las imágenes de los patronos de la localidad, San Simón y San Judas Tadeo. Son considerados patronos de Zahara, porque en su onomástica se conquistó definitivamente la villa y fortaleza de manos de los musulmanes: “Día de los gloriosos apóstoles san Simón y san Judas, a veinte y ocho días de octubre, año susodicho de mill e cuatrocientos y ochenta y tres”, dice la Crónica de Bernáldez.

## Coro, órgano y púlpito

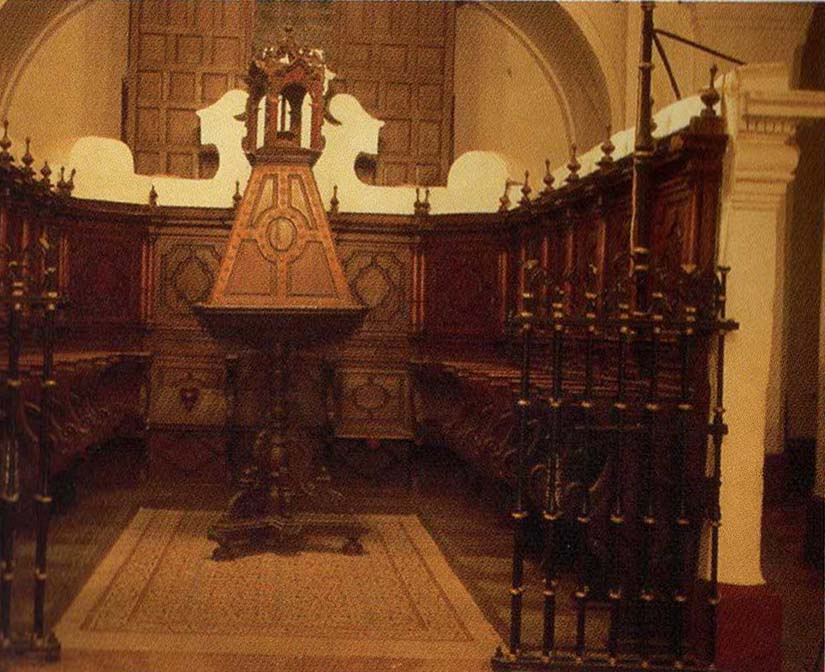
El Coro.

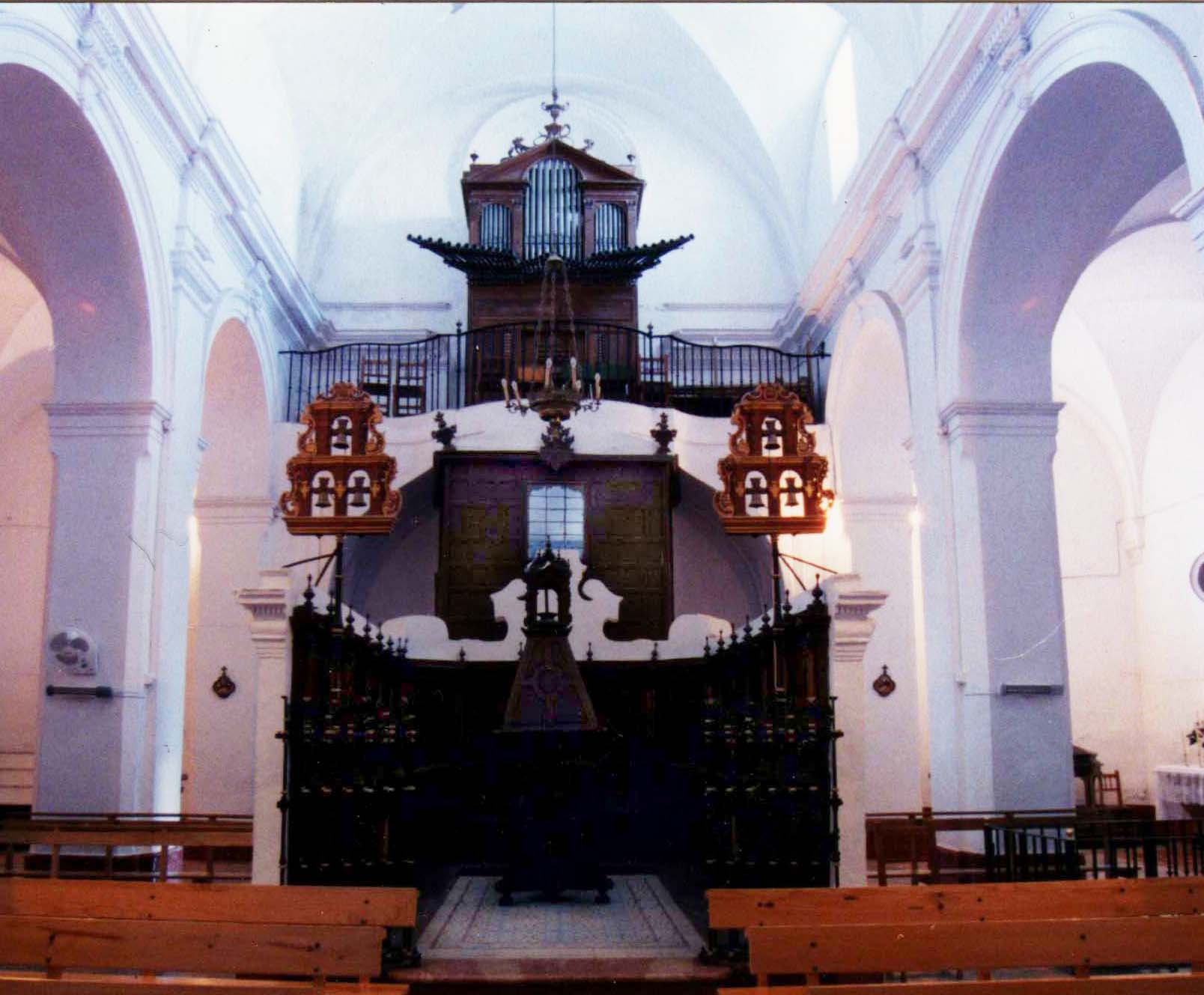
El Coro y Órgano.

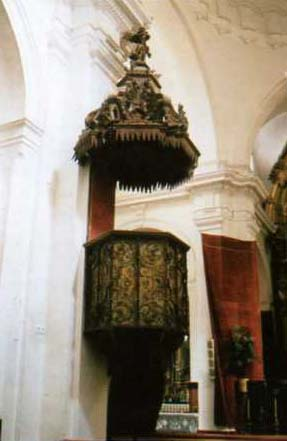
El Púlpito.

Si se vuelve la vista hacia los pies de la iglesia desde el crucero, en el extremo contrario del edificio, se puede admirar el coro, o lugar del templo reservado al clero en el que los clérigos cantaban las horas canónicas y celebraban el oficio divino.
El Coro oculta la visión de la puerta del templo, con sobria sillería neoclásica, integrada por quince sitiales separados por pilastras, disponiéndose en medio de este espacio el facistol destinado sustentar los libros de canto litúrgico. En la ejecución de este mueble, de madera de pino de flandes y haya, intervinieron el maestro Francisco del Valle y Juan J.de Salamanca entre los años 1779 y 1780.
Sobre la tribuna de los pies se sitúa el órgano, con sobria caja neoclásica que cobija la trompetería.
Por último, adosado a uno de los pilares del crucero se encuentra el púlpito, obra del siglo XVIII de movidas líneas, cuya caja ostenta decoración del tipo chinesco, coronándose por tornavoz sobre el que descansa una figura angélica con trompeta. Su construcción se llevó a cabo entre 1780-1782, por el maestro tallista Juan Sánchez de Castañeda.

## Museo

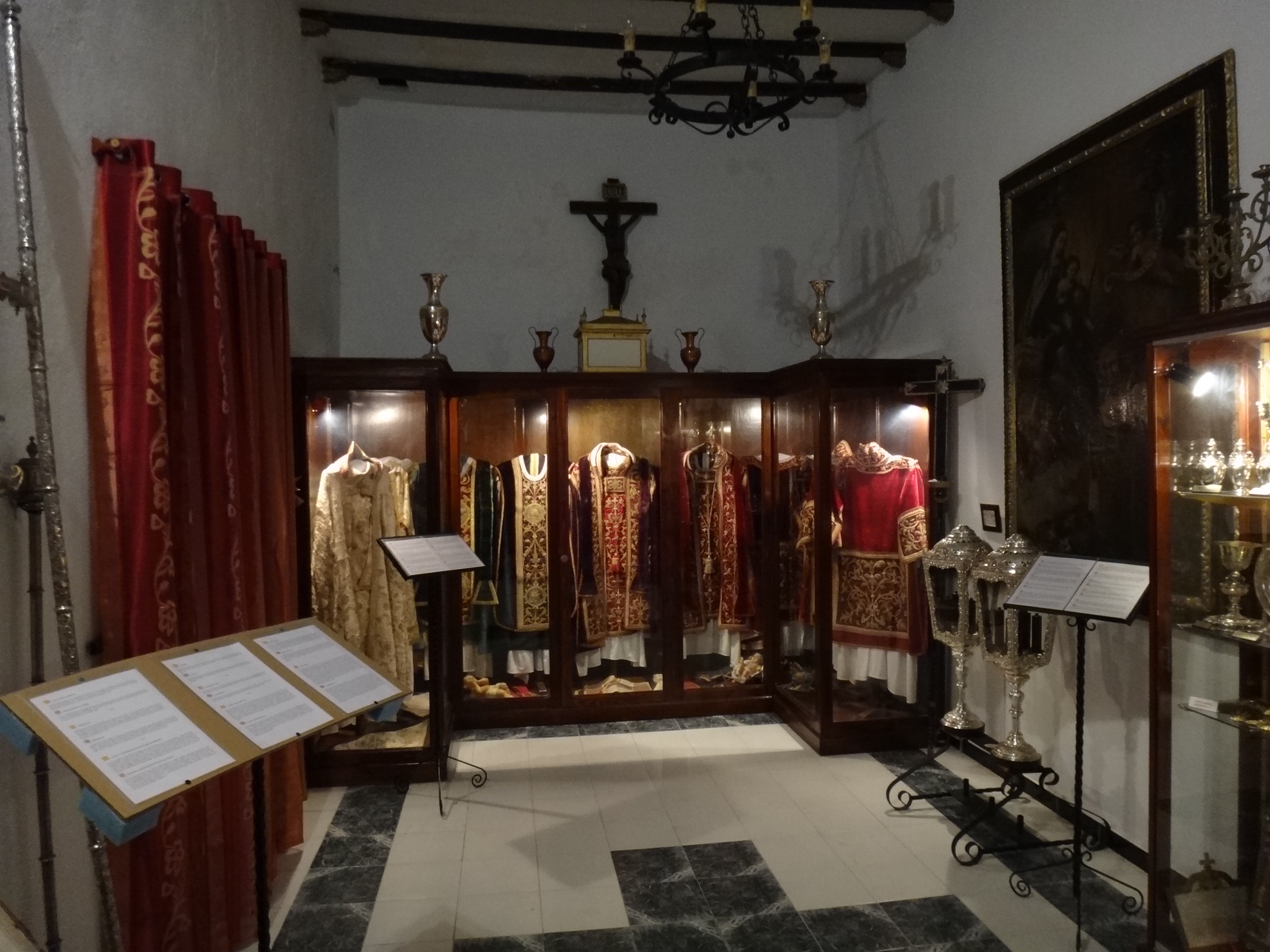
Museo

La iglesia cuenta en la actualidad con un museo parroquial.